# Ácido sulfúrico
El ácido sulfúrico es un compuesto químico extremadamente corrosivo y cuya fórmula es H2SO4. Es el compuesto químico que más se produce en el mundo, por eso se utiliza como uno de los tantos medidores de la capacidad industrial de los países. Una gran parte se emplea en la obtención de ácido fosfórico para la producción de fertilizantes fosforados. También se usa para la síntesis de otros ácidos y sulfatos y en la industria petroquímica.
Generalmente se obtiene a partir de dióxido de azufre, por oxidación con óxidos de nitrógeno en disolución acuosa. Normalmente después se llevan a cabo procesos para conseguir una mayor concentración del ácido. Antiguamente se lo denominaba aceite o espíritu de vitriolo, nombre por el que se conocían las sales de sulfato a partir de las cuales se producía.
La molécula presenta una estructura piramidal, con el átomo de azufre en el centro y los cuatro átomos de oxígeno en los vértices. Los dos átomos de hidrógeno están unidos a los átomos de oxígeno no unidos por enlace doble al azufre. Dependiendo de la disolución, estos hidrógenos se pueden disociar. En agua se comporta como un ácido fuerte en su primera disociación, dando el anión hidrogenosulfato, y como un ácido débil en la segunda, dando el anión sulfato.
Tiene un gran efecto deshidratante sobre las moléculas hidrocarbonadas como la sacarosa. Esto quiere decir que es capaz de captar sus moléculas en forma de agua, dejando libre los átomos de carbono con la consiguiente formación de carbono puro.

## Historia
El descubrimiento del ácido sulfúrico se relaciona con el siglo VII y el alquimista Jabir ibn Hayyan. Fue estudiado después, en el siglo IX por el alquimista Ibn Zakariya al-Razi, quien obtuvo la sustancia de la destilación seca de minerales incluyendo la mezcla de sulfato de hierro (II) (FeSO4) con agua y sulfato de cobre (II) (CuSO4). Calentados, estos compuestos se descomponen en óxido de hierro (II) y óxido de cobre (II), respectivamente, dando agua y trióxido de azufre, que combinado produce una solución diluida de ácido sulfúrico. Este método se hizo popular en Europa a través de la traducción de los tratados y libros de árabes y persas por alquimistas europeos del siglo XIII como San Alberto Magno.
Los alquimistas de la Europa medieval conocían al ácido sulfúrico como aceite de vitriolo, licor de vitriolo, o simplemente vitriólo, entre otros nombres. La palabra vitriolo deriva del latín “vitreus”, que significa ‘cristal’, y se refiere a la apariencia de las sales de sulfato, que también reciben el nombre de vitriolo. Las sales denominadas así incluyen el sulfato de cobre (II) (o ‘vitriolo azul’ o ‘vitriolo romano’), sulfato de zinc (o ‘vitriolo blanco’), sulfato de hierro (II) (o ‘vitriolo verde’), sulfato de hierro (III) (o ‘vitriolo de Marte’), y sulfato de cobalto(II) (o ‘vitriolo rojo’).
El vitriolo era considerado la sustancia química más importante, y se intentó utilizar como piedra filosofal. Altamente purificado, el vitriolo se utilizaba como medio para hacer reaccionar sustancias en él.
En el siglo XVII, el químico alemán Johann Rudolph Glauber consiguió ácido sulfúrico quemando azufre con nitrato de potasio (KNO3), en presencia de vapor. A medida que el nitrato de potasio se descomponía, el azufre se oxidaba en SO3, que combinado con agua producía el ácido sulfúrico. En 1736, Joshua Ward, un farmacéutico londinense utilizó este método para empezar a producir ácido sulfúrico en grandes cantidades.
En 1746 en Birmingham, John Roebuck empezó a producirlo de esta forma en cámaras de plomo, que eran más fuertes y resistentes y más baratas que las de cristal que se habían utilizado antes. Este proceso de cámara de plomo, permitió la efectiva industrialización de la producción de ácido sulfúrico, que con pequeñas mejoras mantuvo este método de producción durante al menos dos siglos.
El ácido obtenido de esta forma, tenía una concentración de tan solo 35-40 %. Mejoras posteriores, llevadas a cabo por el francés Louis Joseph Gay-Lussac el británico John Glover consiguieron aumentar esta cifra hasta el 78 %. Sin embargo, la manufactura de algunos tintes y otros productos químicos que requerían en sus procesos una concentración mayor lo consiguieron en el siglo XVIII con la destilación en seco de minerales con una técnica similar a la de los alquimistas precursores. Quemando pirita (disulfuro de hierro) con sulfato de hierro a 480 °C conseguía ácido sulfúrico de cualquier concentración, pero este proceso era tremendamente caro y no era rentable para la producción industrial o a gran escala.
En 1831, el vendedor de vinagre Peregrine Phillips patentó un proceso de conseguir óxido de azufre (VI) y ácido sulfúrico concentrado mucho más económico, ahora conocido como el proceso de contacto. Actualmente, la mayor parte del suministro de ácido sulfúrico se obtiene por este método.

## Propiedades físicas

#### Grados de ácido sulfúrico
Aunque se puede producir casi el 100 % de ácido sulfúrico, la pérdida subsiguiente de SO
3 en el punto de ebullición eleva la concentración a 98,3 % de ácido. El grado 98 % es más estable en el almacenamiento, y es la forma usual de lo que se describe como “ácido sulfúrico concentrado”. Otras concentraciones se utilizan para fines diferentes. Algunas concentraciones comunes son:
| Fracción de masa H2SO4. | Densidad (kg/L) | Concentración (mol/L) | Nombre común                                        |
| ----------------------- | --------------- | --------------------- | --------------------------------------------------- |
| 10 %                    | 1,07            | ≈1                    | ácido sulfúrico diluido                             |
| 29-32 %                 | 1,25-1,28       | 4,2-5                 | ácido de batería (usado en baterías de plomo-ácido) |
| 62-70 %                 | 1,52-1,60       | 9,6-11,5              | Ácido de cámara ácido fertilizante                  |
| 78-80 %                 | 1,70-1,73       | 13,5-14               | Ácido de torre Ácido de guante                      |
| 98 %                    | 1,84            | ≈18                   | ácido sulfúrico concentrado                         |

“Ácido de cámara” y “ácido de torre” fueron las dos concentraciones de ácido sulfúrico producidas por el proceso de cámara de plomo, siendo el ácido de cámara el ácido producido en la propia cámara de plomo (<70 % para evitar la contaminación con ácido nitrosilsulfúrico) y el ácido de torre el ácido recuperado del fondo de la torre Glover. Ahora están obsoletos como concentraciones comerciales de ácido sulfúrico, aunque pueden prepararse en el laboratorio a partir de ácido sulfúrico concentrado si es necesario. En particular, el ácido sulfúrico “10M” (el equivalente moderno del ácido de cámara, utilizado en muchas titulaciones) se prepara añadiendo lentamente ácido sulfúrico al 98 % a un volumen igual de agua, con una buena agitación: la temperatura de la mezcla puede subir a 80 °C (176 °F) o más.
El ácido sulfúrico reacciona con su anhídrido, SO
3, para formar H
2S
2O
7, llamado ácido disulfúrico, ácido sulfúrico fumante, ácido disulfúrico o oleum o, menos comúnmente, ácido Nordhausen. Las concentraciones de óleum se expresan en términos de % SO
3. (llamado % oleum) o como % H
2SO
4 o como % H
2SO
4 (la cantidad obtenida si se añadiera H
2O; las concentraciones comunes son 40 % de óleum (109 % H
2SO
4) y 65 % de óleum (114,6 % H
2SO
4). Puro H
2S
2O
7 es un sólido con un punto de fusión de 36 °C.
El ácido sulfúrico puro tiene una presión de vapor de <0,001 mmHg a 25 °C y 1 mmHg a 145,8 °C, y el ácido sulfúrico al 98 % tiene una presión de vapor de <1 mmHg a 40 °C.
El ácido sulfúrico puro es un líquido transparente viscoso, como el aceite, y esto explica el antiguo nombre del ácido, «aceite de vitriolo».
El ácido sulfúrico comercial se vende en varios grados de pureza diferentes. El grado técnico H
2SO
4 es impuro y a menudo de color, pero es adecuado para fabricar fertilizantes. Grados puros, como United States Pharmacopeia (USP), se utilizan para hacer farmacéuticos, tintes y otras cosas. También están disponibles las calificaciones de Analítica.
Se conocen nueve hidratos, pero se confirmó que tres de ellos son tetrahidratos (H
2SO
4-4H
2O), hemihexahidrato (H
2SO
4-6 1⁄2H2O y octahidrato (H
2SO
4-8H
2O).

### Polaridad y conductividad
| Species   | mMol/kg |
| --------- | ------- |
| HSO− 4    | 15,0    |
| H 3SO+ 4  | 11,3    |
| H 3O+     | 8,0     |
| HS 2O− 7  | 4,4     |
| H 2S 2O 7 | 3,6     |
| H 2O      | 0,1     |

El anhidro H
2SO
4 es un líquido muy polar con una constante dieléctrica de alrededor de 100. Tiene una alta conductividad eléctrica, causada por la autodisociación en un ion protonado y un ion sulfato de hidrógeno mediante el proceso conocido como autoprotolisis.
2 H
2SO
4  H
3SO+
4 + HSO−
4
La constante de equilibrio para la autoprotolisis es 
Kap (25 °C) = [H
3SO+
4][HSO−
4] = 2.7 × 10−4
En comparación, la constante de equilibrio para el agua, Kw es 10-14, un factor de 1010 (10 000 millones) menor.
A pesar de la viscosidad del ácido, las conductividades efectivas de los iones H
3SO+
4 y HSO−
4 son altas debido a un mecanismo intramolecular de conmutación de protones —análogo al mecanismo de Grotthuss en el agua— por lo que el ácido sulfúrico es un buen conductor de electricidad. También es un excelente disolvente para muchas reacciones.

## Formación del ácido
El ácido sulfúrico se encuentra disponible comercialmente en un gran número de concentraciones y grados de pureza. Existen dos procesos principales para la producción de ácido sulfúrico, el método de cámaras de plomo y el proceso de contacto. El proceso de cámaras de plomo es el más antiguo de los dos procesos y es utilizado actualmente para producir gran parte del ácido consumido en la fabricación de fertilizantes. Este método produce un ácido relativamente diluido (62 %-78 % H2SO4). El proceso de contacto produce un ácido más puro y concentrado, pero requiere de materias primas más puras y el uso de catalizadores costosos. En ambos procesos el dióxido de azufre (SO2) es oxidado y disuelto en agua. El óxido de azufre (IV) es obtenido mediante la incineración de azufre, tostando piritas (Disulfuro de hierro), tostando otros sulfuros no ferrosos, o mediante la combustión de sulfuro de hidrógeno (H2S) gaseoso. Históricamente existió otro método anterior a estos, pero hoy en desuso, el proceso del vitriolo.

### Obtención en laboratorio
Se puede obtener haciendo pasar una corriente del gas dióxido de azufre (SO2) en disolución de peróxido de hidrógeno (H2O2):
{\displaystyle {\rm {H_{2}O_{2}(aq)+SO_{2}(g)\to H_{2}SO_{4}(aq)}}}
Esta disolución se concentra evaporando el agua.

### Proceso de cámaras de plomo
En el proceso de cámaras de plomo el dióxido de azufre (SO2) gaseoso caliente entra por la parte inferior de un reactor llamado torre de Glover donde es lavado con vitriolo nitroso (ácido sulfúrico con óxido nítrico (NO) y dióxido de nitrógeno (NO2) disueltos en él), y mezclado con óxido de nitrógeno (NO) y óxido de nitrógeno (IV) (NO2) gaseosos. Parte de óxido de azufre (IV) es oxidado a óxido de azufre (VI) (SO3) y disuelto en el baño ácido para formar el ácido de torre o ácido de Glover (aproximadamente 78 % de H2SO4). 
{\displaystyle \mathrm {SO_{2}+NO_{2}\longrightarrow NO+SO_{3}} }
{\displaystyle \mathrm {SO_{3}+H_{2}O\longrightarrow H_{2}SO_{4}} }
De la torre de Glover una mezcla de gases (que incluye óxido de azufre (IV) y (VI), óxidos de nitrógeno, nitrógeno, oxígeno y vapor) es transferida a una cámara recubierta de plomo donde es tratado con más agua. La cámara puede ser un gran espacio en forma de caja o un recinto con forma de cono truncado. El ácido sulfúrico es formado por una serie compleja de reacciones; condensa en las paredes y es acumulado en el piso de la cámara. Pueden existir de tres a seis cámaras en serie, donde los gases pasan por cada una de las cámaras en sucesión. El ácido producido en las cámaras, generalmente llamado ácido de cámara o ácido de fertilizante, contiene de 62 % a 68 % de H2SO4. 
{\displaystyle \mathrm {NO+NO_{2}+H_{2}O\longrightarrow 2HNO_{2}} }
{\displaystyle \mathrm {2HNO_{2}+H_{2}SO_{3}\longrightarrow H_{2}SO_{4}+H_{2}O+2NO} }
Luego de que los gases pasaron por las cámaras se los hace pasar a un reactor llamado torre de Gay-Lussac donde son lavados con ácido concentrado enfriado (proveniente de la torre de Glover). Los óxidos de nitrógeno y el dióxido de azufre que no haya reaccionado se disuelven en el ácido formando el vitriolo nitroso utilizado en la torre de Glover. Los gases remanentes son usualmente liberados en la atmósfera

### Proceso de contacto
El proceso se basa en el empleo de un catalizador para convertir el SO2 en SO3, del que se obtiene ácido sulfúrico por hidratación.
{\displaystyle \mathrm {2SO_{2}+O_{2}\longrightarrow 2SO_{3}} }
{\displaystyle \mathrm {SO_{3}+H_{2}O\longrightarrow H_{2}SO_{4}} }
En este proceso, una mezcla de gases secos que contiene del 7 al 10 % de SO2, según la fuente de producción de SO2 (el valor inferior corresponde a plantas que tuestan piritas y el superior a las que queman azufre), y de un 11 a 14 % de O2, se precalienta y una vez depurada al máximo, pasa a un convertidor de uno o más lechos catalíticos, por regla general de platino o pentóxido de vanadio (V2O5), donde se forma el SO3. Se suelen emplear dos o más convertidores.
Los rendimientos de conversión del SO2 a SO3 en una planta en funcionamiento normal oscilan entre el 96 y 97 %, pues la eficacia inicial del 98 %
se reduce con el paso del tiempo. Este efecto de reducciones se ve más acusado en las plantas donde se utilizan piritas de partida con un alto contenido de arsénico, que no se elimina totalmente y acompaña a los gases que se someten a catálisis, provocando el envenenamiento del catalizador. Por consiguiente, en ocasiones, el rendimiento puede descender hasta alcanzar valores próximos al 95 %.
En el segundo convertidor, la temperatura varía entre 500 y 600 °C. Esta se selecciona para obtener una constante óptima de equilibrio con una conversión máxima a un coste mínimo. El tiempo de residencia de los gases en el convertidor es aproximadamente de 2-4 segundos.
Los gases procedentes de la catálisis se enfrían a unos 100 °C aproximadamente y atraviesan una torre de óleum, para lograr la absorción parcial de SO3. Los gases residuales atraviesan una segunda torre, donde el SO3 restante se lava con ácido sulfúrico de 98 %. Por último, los gases no absorbidos se descargan a la atmósfera a través de una chimenea.
Existe una marcada diferencia entre la fabricación del SO2 por combustión del azufre y por tostación de piritas, sobre todo si son arsenicales. El polvo producido en el proceso de tostación nunca puede eliminarse en su totalidad y, junto con las impurezas, principalmente arsénico y antimonio, influyen sensiblemente sobre el rendimiento general de la planta.
La producción de ácido sulfúrico por combustión de azufre elemental presenta un mejor balance energético pues no tiene que ajustarse a los sistemas de depuración tan rígidos forzosamente necesarios en las plantas de tostación de piritas.
{\displaystyle \mathrm {SO_{3}+H_{2}SO_{4}\longrightarrow H_{2}S_{2}O_{7}} }
{\displaystyle \mathrm {H_{2}O+H_{2}S_{2}O_{7}\longrightarrow 2H_{2}SO_{4}} }

## Aplicaciones
El azufre en forma de sulfato es una importante fuente de nutrición para las plantas. Alrededor del 60 % de la producción total de ácido sulfúrico se utiliza en la manufactura de fertilizantes. La mayor parte se utiliza en la producción del ácido fosfórico, que a su vez se utiliza para fabricar materiales fertilizantes como los superfosfatos de cal, que facilitan la absorción del fosfato por las plantas. Cantidades más pequeñas se utilizan para producir nitrosulfato amónico, un abono nitrogenado simple obtenido químicamente de la reacción del ácido nítrico y sulfúrico con amoniaco.
Otras aplicaciones importantes se encuentran en la refinación del petróleo, producción de pigmentos, tratamiento del acero, extracción de metales no ferrosos, manufactura de explosivos, detergentes, plásticos y fibras.
Cantidades substanciales de ácido sulfúrico también se utilizan como medio de reacción en procesos químicos orgánicos y petroquímicos involucrando reacciones como nitraciones, condensaciones y deshidrataciones. En la industria petroquímica se utiliza para la refinación, alquilación y purificación de destilados de crudo.
En la industria química inorgánica, el ácido sulfúrico se utiliza en la producción de pigmentos de óxido de titanio (IV), ácido clorhídrico y ácido fluorhídrico, que ha remplazado la los clorofluorocarbonados en la industria de la refrigeración.
En el procesado de metales el ácido sulfúrico se utiliza para el tratamiento del acero, cobre, uranio y vanadio y en la preparación de baños electrolíticos para la purificación y plateado de metales no ferrosos.
Algunos procesos en la industria de la madera y el papel requieren ácido sulfúrico, así como algunos procesos textiles, fibras químicas y tratamiento de pieles y cuero.
En cuanto a los usos directos, probablemente el uso más importante es el sulfuro que se incorpora a través de la sulfonación orgánica, particularmente en la producción de detergentes. Las baterías de los automóviles contienen soluciones diluidas de ácido sulfúrico (aun así es menester tener precaución ya que incluso siendo diluido no deja de ser altamente cáustico). Las baterías de litio-azufre son objeto de interés, por poder almacenas mayor energía que las baterías de inone de litio.

## Precauciones

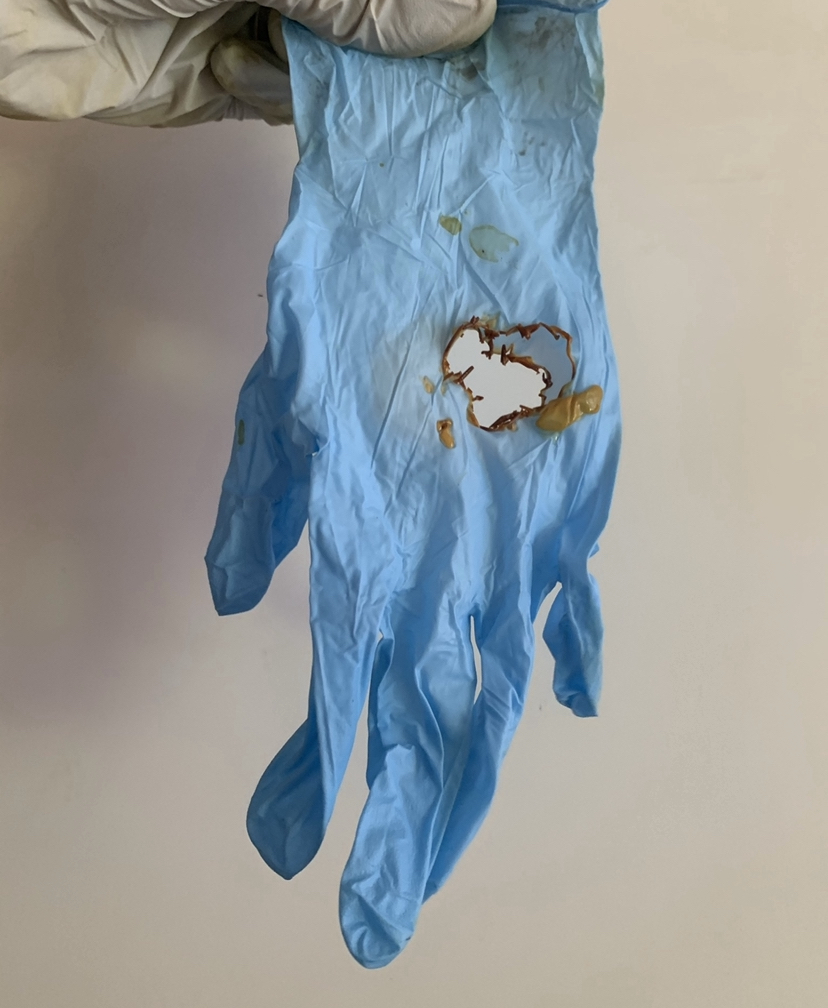
Guante de Nitrilo expuesto a gotas de ácido sulfúrico al 98% por 10 minutos

La preparación de una disolución de ácido puede resultar peligrosa por el calor generado en el proceso. Es vital que el ácido concentrado sea añadido al agua (y no al revés) para aprovechar la alta capacidad calorífica del agua y la mayor temperatura de ebullición del ácido. El ácido se puede calentar a más de 100 °C lo cual provocaría la rápida ebullición de la gota. En caso de añadir agua al ácido concentrado, pueden producirse salpicaduras de ácido.